# Дами канят
„Дами канят“ е български игрален филм (комедия) от 1980 година на режисьора Иван Андонов, по сценарий на Георги Мишев. Оператор е Пламен Вагенщайн. Музиката във филма е композирана от Георги Генков.

## Сюжет
След развода си чаровният инструктор по шофиране Яким Донев се отдава на лекомислени авантюри. И въпреки че всяка от жените, които го ухажват, се опитва здраво да го впримчи, неотразимият Дон Жуан успява да излезе от всякакви капани. Младият почитател на любовните афери има инцидентни проблеми с ревниви съпрузи, но много по-сериозни са проблемите му с преследващите го влюбени жени.

## Състав

### Актьорски състав
| Роля                  | Изпълнител                                 |
| --------------------- | ------------------------------------------ |
| Яким Донев            | Стефан Данаилов                            |
| Голямата етърва       | Невена Коканова                            |
| Пехливанова           | Цветана Манева                             |
| Мима /Шаро/           | Мариана Димитрова (като Марияна Димитрова) |
| Димитрова             | Надя Тодорова                              |
| Дама Номер 7          | Доротея Тончева                            |
| Станчева              | Илка Зафирова                              |
| Краса, малката етърва | Мария Статулова                            |
| Анна-Дона             | Боряна Пунчева                             |
| Бамби                 | Георги Русев                               |
| д-р Данева            | Йорданка Кузманова                         |
| Детектив              | Иван Янчев                                 |
| Вуйчото на Яким       | Никола Тодев                               |
| Павката               | Петър Димов                                |
| В епизодите:          |                                            |
| Роля                  | Изпълнител                                 |
| Фотографът Спиридон   | Андрей Слабаков                            |
| Генчо                 | Радослав Стоилов                           |
| Димитров              | Александър Палиев                          |
| Момичето              | Гергана Тодева                             |
| Момчето               | Росен Ботев                                |
|                       | Цветелина Спасова                          |

и други

### Творчески и технически екип
| Режисьор и Художник | Иван Андонов                                                                                            |
| Сценарий            | Георги Мишев                                                                                            |
| Оператор            | Пламен Вагенщайн                                                                                        |
| Музика              | Георги Генков                                                                                           |
| Звук                | Людмила Махалнишка                                                                                      |
| Монтаж              | Теодора Вепшек                                                                                          |
| Редактор            | Мария Балканска                                                                                         |
| Директор            | Цанко Цанов                                                                                             |
| Втори режисьор      | Лилия Бозаджиева                                                                                        |
| Асистент-режисьори  | Китка Тодорова Соня Василева                                                                            |
| Втори оператор      | Георги Ночев                                                                                            |
| Асистент-оператори  | Павел Калинчев Евгени Коевски Людмил Христов                                                            |
| Втори художник      | Евгени Апостолов                                                                                        |
| Грим                | Лефтера Недева                                                                                          |
| Асистент            | Маргарита Михайлова                                                                                     |
| Организатори        | Захари Зарев Ангел Митев                                                                                |
| Реквизит            | Ангел Ангелов                                                                                           |
| Осветление          | Валентин Симов                                                                                          |
| Кран                | Александър Павлов                                                                                       |
| Гардероб            | Василка Стаменова                                                                                       |
| Тонтехник           | Георги Владички                                                                                         |
| Асистент по монтажа | Анна Хлебарова                                                                                          |
| Консултант          | Миладин Миладинов                                                                                       |
| Distributed by      | БЪЛГАРСКА КИНЕМАТОГРАФИЯ Студия за игрални филми „БОЯНА“ Творчески колектив „СРЕДЕЦ“ /Copyright © 1980/ |